# Zippererstraße (metropolitana di Vienna)
Zippererstraße è una stazione della linea U3 della metropolitana di Vienna situata nell11º distretto entrata in servizio il 2 dicembre 2000 nel contesto del prolungamento orientale della linea fino a Simmering.

## Descrizione
La stazione sotterranea si sviluppa tra l'Hyblerpark e Simmeringer Hauptstraße. I treni arrivano ognuno su una galleria separata, con accesso da una banchina laterale; le due gallerie sono collegate tra loro da un corridoio centrale.
A causa della forte pendenza del suolo, l'ingresso lato Hyblerpark ha due accessi su due livelli differenti, mentre l'uscita verso Simmeringer Hauptstraße è collegata da una scala mobile lunga 53 m, la più lunga dell'intera rete metropolitana.

## Ingressi
- Simmeringer Hauptstraße
- Eisteichstraße
- Hyblerpark